# Koichi Kidera
Koichi Kidera (木寺 浩一 Kidera Koichi?), född 4 april 1972 i Saitama prefektur, är en japansk före detta fotbollsspelare.
Kidera började sin karriär 1991 i NKK. Efter NKK spelade han för Kyoto Purple Sanga, Honda Luminozo Sayama, Albirex Niigata, Sanfrecce Hiroshima och Zweigen Kanazawa. Han avslutade karriären 2009.